# JP Galvão
JP Galvão, pseudonimo di João Pedro Galvão de Carvalho (Rio de Janeiro, 7 maggio 2001), è un calciatore brasiliano, centrocampista del Guarani in prestito dal Botafogo.

## Carriera

### Club
Galvão ha iniziato a giocare a calcio nel Tigres do Brasil, squadra dove nel 2019 ha disputato 14 incontri fra Campionato Carioca A2 e Copa Rio. Nel 2020 è stato acquistato dal Vasco da Gama con cui ha giocato quasi esclusivamente nella formazione Under-20, riuscendo a disputare un solo incontro in prima squadra, il 7 marzo 2021 contro il Volta Redonda nel Campionato Carioca.
Il 20 febbraio 2021 ha rinnovato il contratto fino al 2023 e nell'aprile dell'anno successivo è stato prestato al Botafogo fino a novembre, con opzione di acquisizione definitiva. Ad inizio 2023 si è trasferito a titolo definitivo al Fogão con cui ha firmato un contratto biennale. Ha debuttato il 15 gennaio contro l'Audax Rio nel campionato statale ed il 26 maggio, ancor prima di esordire a livello Nazionale, ha giocato il suo primo incontro di Coppa Sudamericana contro l'U. César Vallejo.
A gennaio, il Botafogo ha rinnovato il suo rapporto con JP Galvão, ma successivamente ha accettato di prestare il terzino destro all'Inter de Limeira per competere nel Paulistão 2024.
A marzo, JP Galvão, centrocampista/terzino destro del Botafogo, è stato annunciato come il nuovo rinforzo della Chapecoense per la disputa di Serie B. L'atleta 22enne ha firmato con il nuovo club fino a novembre.

### Nazionale
Nel 2020 è stato invitato a partecipare alla preparazione della Nazionale Olimpica brasiliana in vista delle Olimpiadi di Tokyo.

## Statistiche

### Presenze e reti nei club
Statistiche aggiornate al 10 agosto 2023.
| Stagione        | Squadra          | Campionato      | Campionato | Campionato | Coppe nazionali | Coppe nazionali | Coppe nazionali | Coppe continentali | Coppe continentali | Coppe continentali | Altre coppe | Altre coppe | Altre coppe | Totale | Totale | Totale |
| Stagione        | Squadra          | Comp            | Pres       | Reti       | Comp            | Pres            | Reti            | Comp               | Pres               | Reti               | Comp        | Pres        | Reti        | Pres   | Reti   |        |
| --------------- | ---------------- | --------------- | ---------- | ---------- | --------------- | --------------- | --------------- | ------------------ | ------------------ | ------------------ | ----------- | ----------- | ----------- | ------ | ------ | ------ |
| 2019            | Tigres do Brasil | A2/RJ           | 11         | 0          |                 | -               | -               |                    | -                  | -                  | CR          | 3           | 0           | 14     | 0      |        |
| 2020            | Vasco da Gama    | A1/RJ+A         | 0          | 0          | CB              | 0               | 0               |                    | -                  | -                  |             | -           | -           | 0      | 0      |        |
| 2021            | Vasco da Gama    | A1/RJ+B         | 1+0        | 0          | CB              | 0               | 0               |                    | -                  | -                  |             | -           | -           | 1      | 0      |        |
| 2022            | Vasco da Gama    | A1/RJ+B         | 0          | 0          | CB              | 0               | 0               |                    | -                  | -                  |             | -           | -           | 0      | 0      |        |
| 2022            | Botafogo         | A               | 0          | 0          | CB              | 0               | 0               |                    | -                  | -                  |             | -           | -           | 0      | 0      |        |
| 2023            | Botafogo         | A1/RJ+A         | 4+0        | 0          | CB              | 0               | 0               | CS                 | 3                  | 0                  |             | -           | -           | 7      | 0      |        |
| Totale carriera | Totale carriera  | Totale carriera | 16         | 0          |                 | 0               | 0               |                    | 3                  | 0                  |             | 3           | 0           | 22     | 0      |        |